# Данъ Коловъ - царят на кеча
„Данъ Коловъ – царят на кеча“ е български игрален филм (драма) от 1999 година на режисьора Михаил Гецов, по сценарий на Михаил Гецов и Петър Лазаров. Оператор е Емил Топузов. Музиката във филма е композирана от Боян Беловски, Михаил Гецов.

## Серии (киновариант)
- 1. серия – „Роден за победи“ – 99 минути
- 2. серия – „Царят на кеча“ – 98 минути[1].

## Серии (телевизионен вариант)
- 1. серия – „Роден за победи“ – 49 минути
- 2. серия – „Роден за победи“ – 54 минути
- 3. серия – „Царят на кеча“ – 51 минути
- 4. серия – „Царят на кеча“ – 52 минути[2].

### Актьорски състав
| В главните роли          | Изпълнител        |
| ------------------------ | ----------------- |
| Дан Колов (Данчо Колев)  | Илия Василев      |
| Джейн                    | Еди Гарбова       |
| треньорът Збишко         | Славомир Лучо     |
| Кочо                     | Николай Атанасов  |
| мениджърът               | Пламен Миладинов  |
| емигрантът Стоил Джексън | Владо Йочев       |
| Големият Джеф            | Рангел Геровски   |
| емигрант                 | Владимир Братанов |
|                          | Даниела Георгиева |
|                          | Питър Андърс      |
|                          | Кирил Барбутов    |
|                          | Илко Иларьонов    |
|                          | Башар Рахал       |
| Джеки Удушвача           | Стоян Ненчев      |
| майката на Дан Колов     | Милка Попантонова |